# クロマトグラフィー

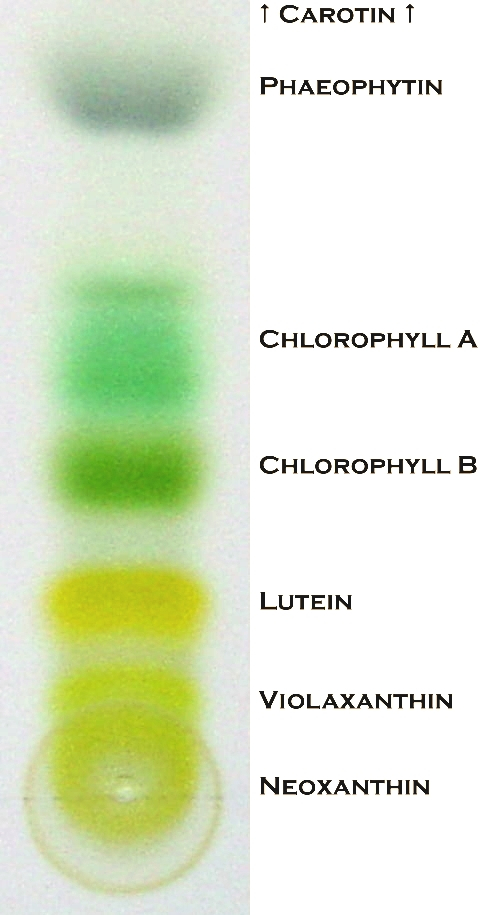
クロロフィルはクロマトグラフィーによって成分ごとに分離することができる。

クロマトグラフィー（英: chromatography）は、ロシアの植物学者ミハイル・ツヴェットが発明した、物質を分離・精製する技法。物質の大きさ・吸着力・電荷・質量・疎水性などの違いを利用して、物質を成分ごとに分離する。
クロマトグラフィーは色（ギリシャ語で chrōma）を分けるといった意味合いを持つ。これは、ツヴェットがクロマトグラフィーで植物色素を分離した際に色素別に色が分かれて帯ができたことに由来する。

## 固定相・移動相
クロマトグラフィーは、固定相（または担体）と呼ばれる物質の表面あるいは内部を、移動相と呼ばれる物質が通過する過程で物質が分離されていく。
固定相には固体または液体が用いられ、固体のものは SC (solid chromatography) 、液体のものは LC (liquid chromatography)と呼ばれる。
移動相には気体、液体、超臨界流体の三種類が存在し、順に、ガスクロマトグラフィー、液体クロマトグラフィー、超臨界流体クロマトグラフィーと呼ぶ。

## 原理
クロマトグラフィー分離の物理化学的原理は、分配、吸着、分子排斥、イオン交換が挙げられる。種々のクロマトグラフィー担体が存在するが、これらの分離原理を単独で示すものはなく、多かれ少なかれこれらの分離作用を併せ持つ。したがって、複数のうち、最も特徴的な分離作用をもってクロマトグラフィーの種類・区分とすることが普通である。またアフィニティークロマトグラフィーは分子生物学的反応である抗原抗体反応あるいは酵素または受容体の基質特異性を分離に用いている。

### 分配クロマトグラフィー

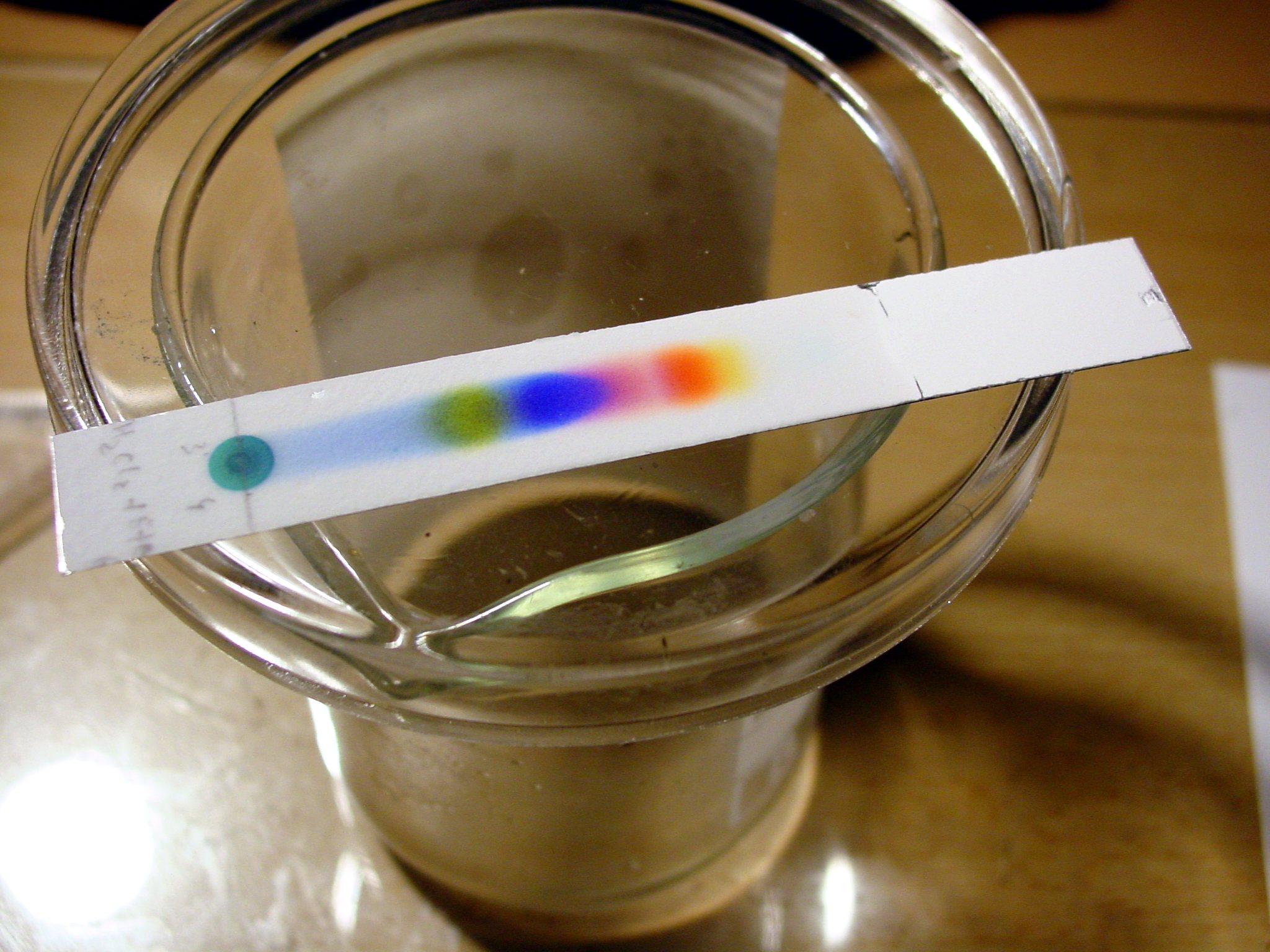
薄層クロマトグラフィー

もっとも一般的なクロマトグラフィーである。ガスクロマトグラフィーと液体クロマトグラフィーのいずれでも利用されている。
分配クロマトグラフィーの例として、逆相薄層クロマトグラフィー、セルロースが担体の順相薄層クロマトグラフィー、ペーパークロマトグラフィーなどがある。セルロースが担体の場合、セルロース上のOH基に水素結合した水が固定相となる。試料は固定相と移動相の間で連続的に分配されるため分配係数の大きなものから流出し、原理的には流出量の保持時間分布（試料ピーク）の形状はガウス分布に従う。

#### 順相クロマトグラフィー
液体クロマトグラフィー担体としては、シリカゲル担体が知られている。このシリカゲルはシリカ (SiO2) 表面が >Si=O ではなく >Si(OH)2 の形をとるように化学処理を施している。したがって、通常の抽出操作に対比させると、水層がシリカゲル表面、有機層が移動相に相当し、固定相と移動相の間で分配（連続抽出）が行われる。シリカゲルでこの固定相と移動相の組み合わせを順相クロマトグラフィーと呼ぶ。なお、極性の高い担体と極性の低い移動相を用いるため、極性の低い物質の保持時間が小さく、極性の高い物質の保持時間が大きい。

#### 逆相クロマトグラフィー
順相シリカゲルを種々の長鎖アルキルクロロシランで処理すると、Si−OH がアルキルシランで化学修飾され、固定相表面は長鎖アルキル基で覆い尽くされる。移動相に水溶媒を用いた上で前述の化学修飾シリカゲルを用いると、固定相と移動相の関係が逆転する。このような固定相と移動相の組み合わせを逆相クロマトグラフィーと呼ぶ。逆相クロマトグラフィーではおおむね極性の高い、あるいは疎水性の低い物質が先に移動する。

### 吸着クロマトグラフィー

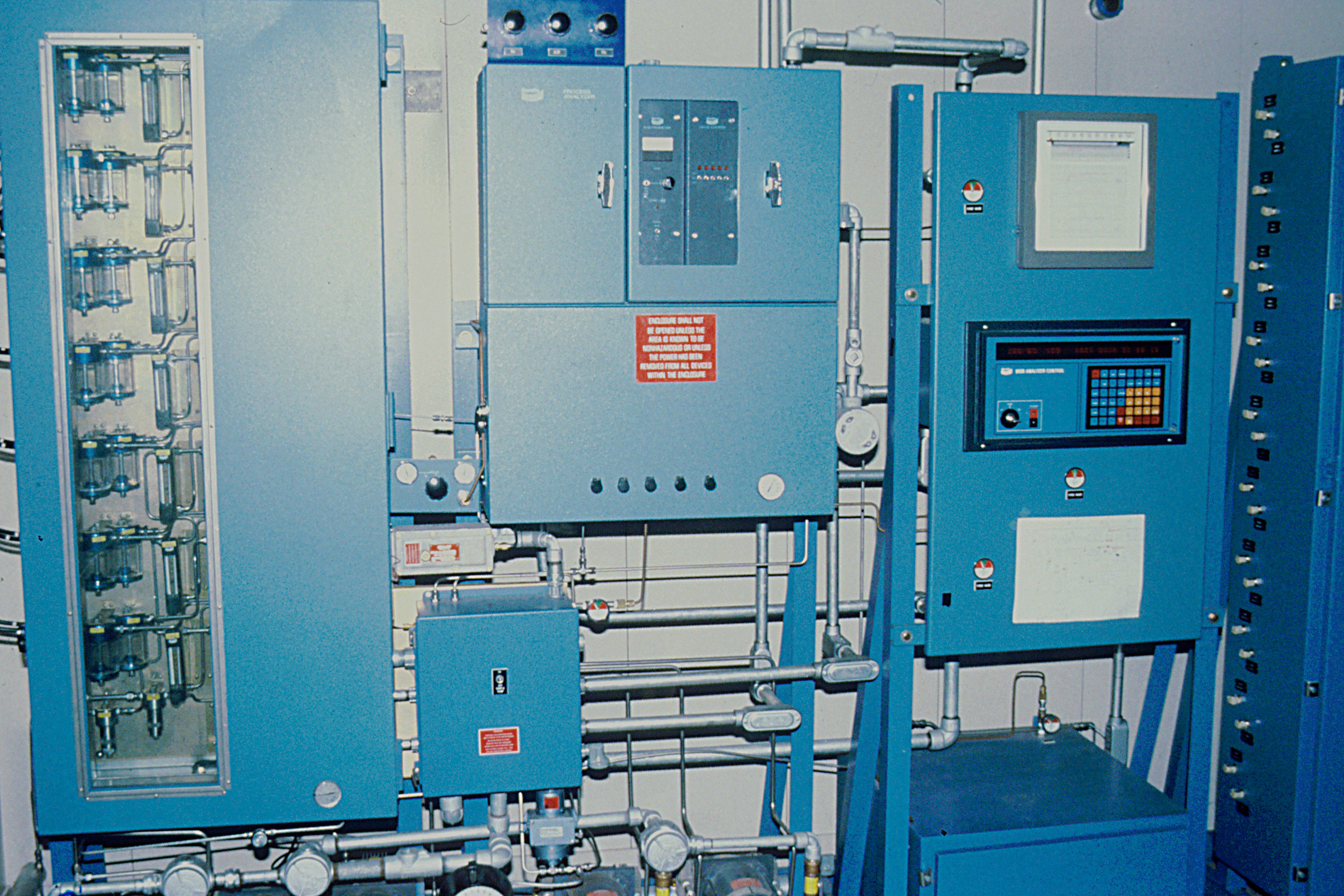
ガスクロマトグラフ

固定相表面と試料との吸着力の差により分離されるクロマトグラフィーである。溶媒が存在すると試料が溶媒和されて吸着現象が現れにくくなるので、分離能が要求される分析クロマトグラフィーではもっぱらガスクロマトグラフィーで利用される。
分取クロマトグラフィーでは逆相条件で、（イオン交換基を持たない）レジンにサンプルを吸着させて精製する技法がある（通常は別の手段で分離できるので、よほど不安定な試料の際に用いられる。当然分離能は悪い）。

### サイズ排除クロマトグラフィー
分子排斥クロマトグラフィー、分子篩（ふるい）クロマトグラフィー、SEC (size exclusion chromatography) とも呼ばれる。試料の分子サイズに基づく篩い分けを原理とするクロマトグラフィーである。移動相が有機溶媒であるゲル浸透クロマトグラフィー (GPC、gel permeation chromatography) と、移動相が水溶液であるゲル濾過クロマトグラフィー (GFC、gel filtration chromatography) とに大別される。
固定相担体は表面から内部に向かって狭くなる多孔質の素材でできている。したがって、多孔質のサイズが問題になるほど巨大な分子の場合、固定相内部まで分散侵入することができない。言い換えると小分子は担体内部にまで拡散できるが、大分子は担体の外部を流れ去るだけである。
このように試料のサイズにより見かけの固定相容積が異なるので、巨大分子が先に、小分子が後に流出してくる。この原理をサイズ排除クロマトグラフィーと呼ぶ。用途としては合成高分子、天然高分子の分子量、オリゴマーの分離などに用いられている。
特徴として
- 高分子物質の各種平均分子量及び分子量分布が同時に測定できる。
- 測定可能な分子量範囲が、数百～数千万と広い。

などが挙げられ、注意点としては、
- 分子量と、実際の分子の大きさとは必ずしも一致しない。
- 試料成分と充填剤に相互作用（吸着、イオン交換など）があると正しい分子量を測定できない。

などである。
分子排斥クロマトグラフィーはデキストリンゲルやアガロースゲルを使用した酵素たんぱく質の精製法として開発され、生化学、分子生物学の分野で利用されている。

### イオン交換クロマトグラフィー
イオン交換樹脂を固定相に対してイオン性の試料を施すと、分子種と固定相との酸塩基の平衡定数の大小にしたがって連続的に分配されることになる。この原理に従うクロマトグラフィーをイオンクロマトグラフィーあるいはイオン交換クロマトグラフィーと呼ぶ。

## クロマトグラム

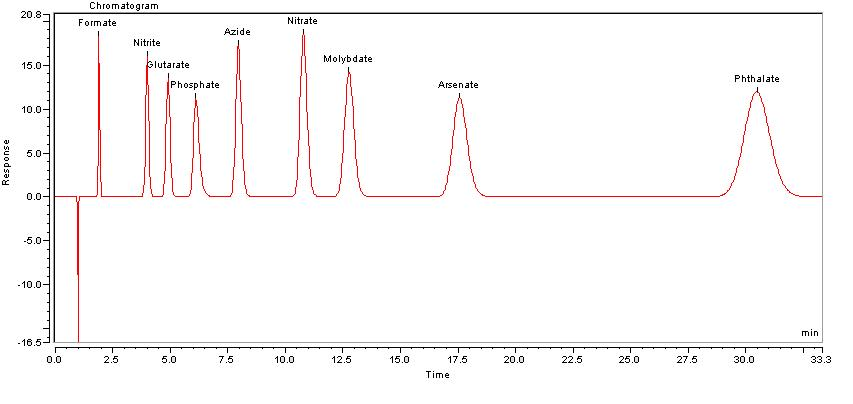
クロマトグラム

クロマトグラフィーを適用した結果は各成分ピークの移動速度として現れるが、それを特定時間における移動距離としてあらわしたり、カラム末端から時系列に現れる様をチャートに表したものをクロマトグラムと呼ぶ。すなわち、薄層クロマトグラフィーやペーパークロマトグラフィーでは移動速度の比を Rf 値としてあらわし、高速液体クロマトグラフィー (HPLC) あるいはガスクロマトグラフィーにおいては時間軸に対する検出器応答をプロットしたものでのピークの出現時間を保持時間と呼んであらわす。また検出器で定量的に検出する場合は、ピーク面積から相対量を決定することができるので、クロマトグラフィーで分離された各成分の同定・定量をおこなうことが可能になる。また、理論段数の決定にも用いられる。
保持時間 (Retention Time) とは、サンプル注入時点から、分離された成分がピークを示す時点までの時間をいう。保持時間は分析条件が等しいかぎり物質によって固有の値であるため、これを用いて試料の同定を行うことができる。ただし、予め既知試料を用いてサンプルに含まれると思われる成分の保持時間を測定しておく必要がある。
ピーク面積 (Peak Area) とは、各成分ピークとベースラインとの間の面積のことである。たいていの検出器では、ピーク面積は成分量にほぼ比例するので、予め濃度既知の試料を用いて検量線を作成することで、面積から目的成分の定量を行うことができる。
以上の分析は目的成分のピークが鋭く、かつ他成分と十分に分離していることで簡便に行えるため、良い条件が得られるように分析条件を検討するのが重要である。
分析カラムの理論段数 N の求め方は様々なものが用いられるが、通常は簡単に次式で求める。
{\displaystyle N=5.54\times \left({\frac {t_{\rm {R}}}{w_{1/2}}}\right)^{2}}
ここで、tR は保持時間、w1/2 はピークの半値幅である。